# John Reid (manager musicale)
John Reid (Paisley, 9 settembre 1949) è un manager britannico. È noto soprattutto per esser stato il manager di Elton John, con cui ebbe anche una relazione sentimentale, nonché, per un periodo, della band dei Queen.

## Biografia
Nato a Paisley, in Scozia, in evidente povertà, da un saldatore, John, e un'operaia, Betty, dopo i primi 3 anni di vita vissuti in Nuova Zelanda, è cresciuto sempre nella città natale; è stato allievo del cantante scozzese Gerry Rafferty alla St Mirin's Academy, che però all'età di 16 anni abbandona per frequentare con tre anni d'anticipo la prestigiosa Università di Glasgow, dove si laurea poi in ingegneria navale nel 1967, stesso anno in cui si trasferisce a Londra.

## Carriera
Reid ha iniziato la sua carriera di manager giovanissimo, a soli 18 anni, come promotore dell'EMI; l'anno seguente, nel 1968, diviene già manager all'etichetta discografica Motown. Nel 1971, Reid fonda la sua società, con poco più di 100 sterline ed un prestito di £ 5.000.
Nell'anno precedente, inoltre, conosce colui che diventerà il suo primo cliente: Elton John, all'epoca ancora conosciuto come Reginald Dwight. La relazione anche sentimentale che nasce subito tra i due, poco più che ventenni, si rivela però presto burrascosa e persino violenta da parte di Reid (cosa soprattutto dovuta ai continui tradimenti di quest'ultimo e alla tossicodipendenza sempre maggiore di Elton); infatti essa finirà dopo oltre cinque anni, senza però interrompere il rapporto lavorativo dei due, che continuerà per 26 anni (con Reid che pretende sempre il 20% delle entrate, qualsiasi sia il riscontro ottenuto dal cantante), fin quando, nel 1998, però, Elton John tronca brutalmente anche questo, denunciando Reid in tribunale per frodi e truffe (azione legale terminata poi solo nel 2000). La società di Reid, secondo i dati, ha guadagnato oltre 73 milioni di dollari rappresentando Elton John dal 1970 al 1998.
Nel 1974, in Nuova Zelanda, avviene un incidente ampiamente riportato, che vede Reid lanciare una bottiglia di champagne in faccia al conduttore durante una festa, per poi prenderlo violentemente a pugni, lasciandolo esanime sul pavimento; più tardi, quella stessa notte, viene anche coinvolto in un alterco con un giornalista in discoteca: per i fatti avvenuti quella sera John viene condannato a un mese di prigione per aggressione. Dall'anno seguente al 1978, Reid è stato anche il manager dei Queen, ancora alle prime armi.
Nel 1994 è stato il manager del ballerino irlandese Michael Flatley, il quale però l'ha poi licenziato dopo aver lasciato lo spettacolo Riverdance ed averlo risarcito di circa 1 milione di dollari per licenziamento illegittimo. Reid si è ritirato infine dal management nel 1999, e ha anche venduto gran parte della sua collezione d'opere d'arte, con un valore netto di $ 5 milioni.
Oggi, infine, John Reid vive e lavora in Australia, dove è famoso anche per essere uno dei giudici della versione locale di X-Factor, accanto a Kate Ceberano e Mark Holden.

## Nella cultura di massa
Il personaggio di John Reid è divenuto anche noto al pubblico per via delle sue rappresentazioni nei biopic dei suoi clienti più celebri, i Queen ed Elton John, in cui è stato interpretato, da Aidan Gillen nel film sulla band britannica Bohemian Rhapsody (2018), e da Richard Madden in quello sulla tormentata vita del ex compagno e collega Rocketman (2019).